# 奧斯曼帝國國家機關
多個世紀以來，奧斯曼帝國發展出先進的國家機關，即奧斯曼帝國國家機關（土耳其語：Osmanlı İmparatorluğu Teşkilatı）。奧斯曼帝國有一個高度中央集權的政府，以蘇丹為最高統治者，能有效地管治地方、人民及官員，維齊爾及阿迦是官員的職稱。軍事是維繫等級制度的重要一環。

## 帝國統治
隨著奧斯曼帝國的擴張，帝國需要更有系統性的行政體制。由軍事系統（中央系統）及民事管治（地方行政）發展出一種權力分立的制度，行政功能由軍方主管，而司法及基本的管治則交由民事機關管理。此外，還有一些附屬國，大多數被奧斯曼帝國統治的附屬國都在蘇丹的名號裡反映出來，包括採用一些稱號強調帝國的地位及附屬國的繼後者。
奧斯曼帝國劃分為維拉耶特（省），由帝國分派官員管治。設立維拉耶特的概念來自安那托利亞的塞爾柱附屬國。帝國成為前政權的縱合體，安納托利亞侯國都被帶到奧斯曼皇室下。

### 中央系統
中央系統由蘇丹及其家人組成，即奧斯曼皇室。奧斯曼皇室由底萬輔助，底萬由大維奇爾及統治階級構成，統治階級被稱為阿斯卡里，包括貴族、宮廷人員、軍官及宗教人士，即阿訇。
底萬掌有大權，自穆拉德四世以後，蘇丹不再參與底萬的會議。

#### 奧斯曼皇室
奧斯曼王朝（1290年－1922年），在國家機關來說即「奧斯曼皇室」，其規模之大及持久在伊斯蘭世界裡前所未有。奧斯曼帝國蘇丹是帝國的唯一攝政者，可視為政府的化身，儘管蘇丹不會完全行使其權力。奧斯曼皇室在種族上有土耳其血統，但由於宗室與不同種族的人通婚，使奧斯曼皇室並非由純土耳其人主導。
縱觀奧斯曼帝國的歷史，即使蘇丹擁有原則上的權力及蘇丹授權給大維齊爾的實際權力，在許多情況下，地區政府可獨立運作，甚至對抗統治者。奧斯曼帝國蘇丹曾經被十一次罷免，因被政敵視為對國家構成危害，嘗試推翻奧斯曼王朝的叛變有二次，均以失敗告終，反映政制在沒有不安定因素下有能力處理革命叛變。
帝國解體後，新成立的共和國廢除了哈里發及蘇丹，並宣佈奧斯曼蘇丹是土耳其不受歡迎人士。五十年後的1974年，土耳其大國民議會才准許奧斯曼帝國的後裔有權取得土耳其國民身份。現時奧斯曼皇室的首領是奧斯曼五世，居於紐約。

##### 帝國後宮

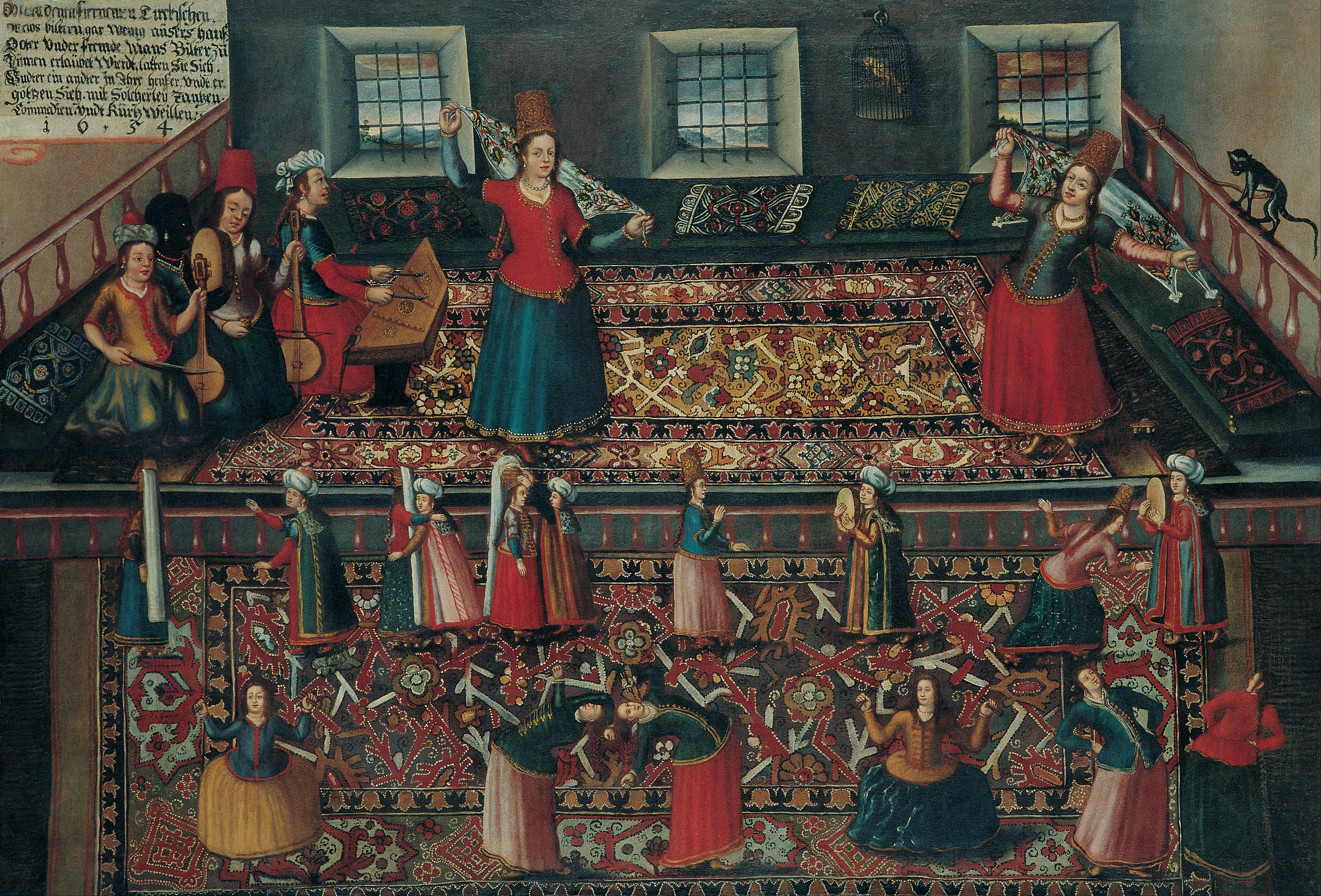
托卡比皇宮後宮

帝國後宮是奧斯曼帝國宮廷內相當重要的權力機關，由蘇丹皇太后主管。她在後宮有絕對的權力，地位崇高。有時，蘇丹皇太后會干政，運用其影響力削弱蘇丹的權力。在十六世紀初至十七世紀，蘇丹皇太后掌握國家大權，稱為蘇丹女權時期。
後宮有其內部機關及明確的秩序。在十六世紀前，地位僅次於蘇丹皇太后的是蘇丹夫人（音譯「哈塞基蘇丹」），她是蘇丹長子的母親，很可能成為下一任蘇丹皇太后。十六世紀後，蘇丹有四位皇后（音譯為「哈塞基卡登」），但有時會超過四位，其下為八位妃，接著就是庶妃，分為御妻（土耳其語：Kadın，音譯為「卡登」）、幸人（土耳其語：Ikbal）、睞人（土耳其語：Gözde，音譯為「格茲代」），再之下是女官和宮女。一些比較年輕見習宮女和初級宮女尚未在帝國學校畢業。

##### 帝國學校
後繼的蘇丹由前任蘇丹的兒子當中選出。帝國學校強大的教育系統能夠排除不能勝任的蘇丹後裔，並為繼任者培育政治人才。
帝國學校以雙軌的方式運行。馬德拉沙（Madrasa）以穆斯林傳統來培訓儒生及國家官員，由基本教派營運，使貧苦家庭的子女也有機會提升社會地位及收入。另外還有基督徒的寄宿學校，即恩德崙，每年在8-20歲的基督徒男生當中招募三千人入讀，這一過程稱為德夫希爾梅（Devshirmeh），不包括孤兒、獨子、已婚、猶太人、俄國人及牧師的孩子。
帝國學校融和文化方面的作用相當成功，許多政治家都出自帝國學校。這一系統能嚴謹地培訓官員，畢業的學生將終身效力政府，不再對低下階層感興趣。
新進的學生被稱為內宮男侍，通常需要七年的專業培訓才能畢業。學徒須學習自然及伊斯蘭學問、鍛鍊體能及學習藝能及其他技巧。當時從歐洲到訪的瑪德琳·濟爾非談到：「在任用官員上，蘇丹不會吝嗇任何財富及品第的要求……才幹的土耳其人、高官、法官就是回報。」

#### 底萬

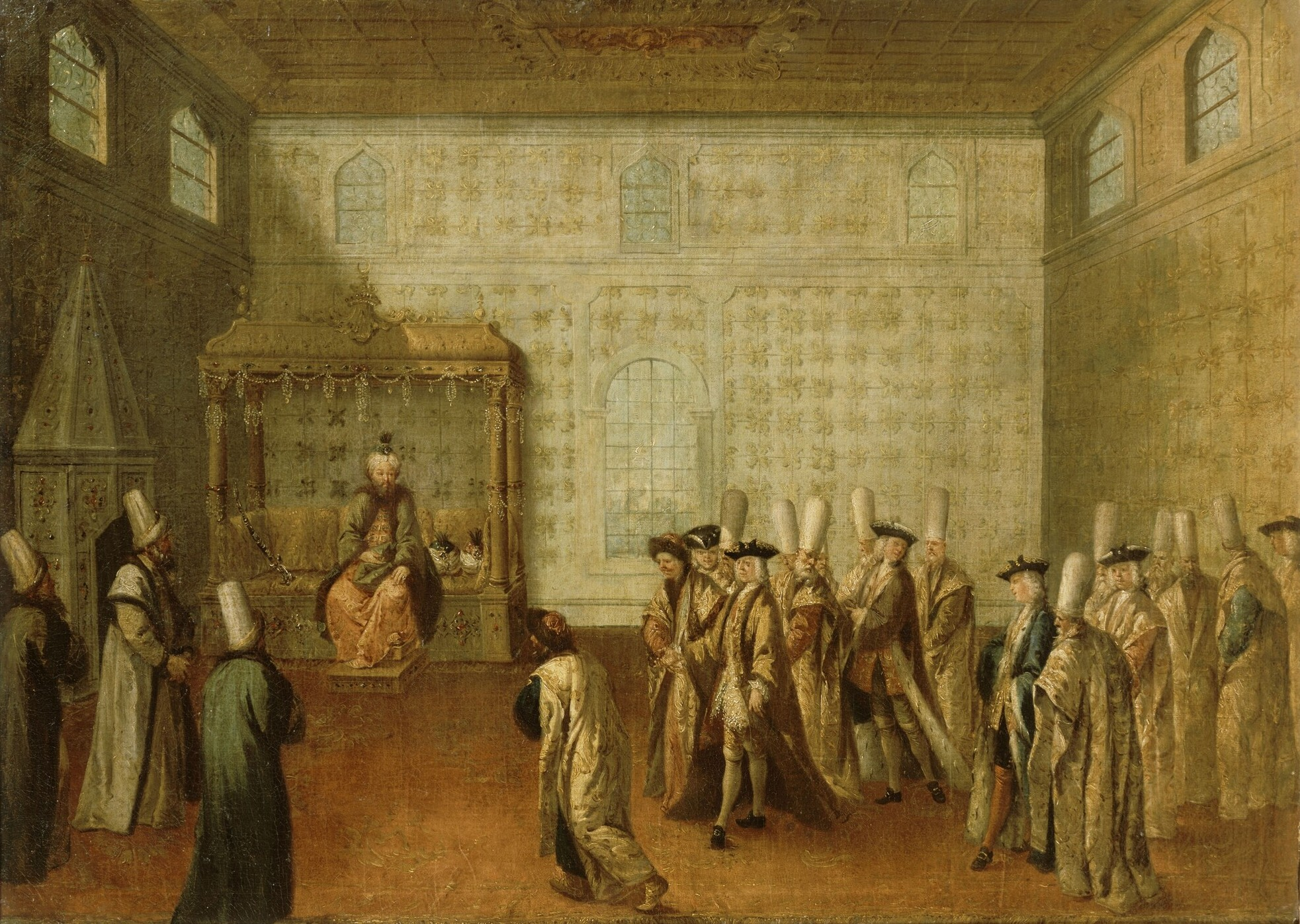
艾哈邁德三世在1699年接見法國大使

蘇丹是最高君王，他有一群大臣及顧問，當中最有力的是底萬的維奇爾，由大維奇爾領導。底萬是維奇爾開會討論帝國政務的地方，大維奇爾負責向蘇丹匯報底萬的意見，蘇丹在決策時會考慮底萬的意見，但並不一定順從底萬的意見。有時，蘇丹會緊急召開會議作出決定，如迫切的戰事，維奇爾須遵從其決定。在十四世紀，底萬由三位維奇爾組成，到十七世紀增至七人，當中四位稱為圓頂的維奇爾，重要性僅次於大維奇爾。有時，土耳其新軍的軍官會參與底萬的會議。

##### 政治班子
維奇爾是貴族的核心份子，為蘇丹服務。維奇爾也有他們的顧問，稱為「卡耶」。貴族家庭都居住在伊斯坦堡，在節慶時會到訪宮廷。神職者如伊斯蘭教學者、阿訇會參與盛大的宗教儀式。年輕貴族的黨團稱為「米泰費里卡」，聚集了一些官吏貴族的孩子，會陪同蘇丹出外狩獵。

##### 管理班子
部長的影響力不及蘇丹及維奇爾，但他們掌控各部。各部是奧斯曼官僚體制的重要部分，部長會向維奇爾提供他們所需的資料。
最重要的是法務部部長，法務部包括民事法官（卡地）及軍事法官，是帝國繼阿訇宗教領袖謝赫伊斯蘭後具有最高審判權的。各部內設「奇夫達」一職，是部門代表，與多位文職人員一同協助部長。「卡爾法」則是純粹的文職人員。

##### 軍官
每個軍團都設一位「納西爾」，有管理權，在他之下有阿加，掌管軍隊禮儀。宮廷侍衛歸劍士及宮廷園丁管轄，宮廷園丁同時掌管蘇丹的豪華船隻。通曉歐洲禮節及語言（主要是法語）的侍衛稱為「也薩吉」，負責守護外使。駐戌在皇宮附近的有六個騎兵師及新軍。

#### 貝伊
地區的世襲統治者稱為貝伊，許多都承認奧斯曼帝國蘇丹的宗主權。後來，貝伊一詞不單用於地區的前度統治者，更可用於帝國指派的地區領導。

#### 帝國政府
在二次立憲時期，奧斯曼帝國成立了帝國政府，由聯合進步委員會掌權，大部分的部長都是委員會的成員。

### 地區行政
鎮民、村民及農民等低下階層稱為拉雅（Rayah），不隷屬於任何宗教，與「阿斯卡里」相對。貴族有時會以土耳其一詞來形容穆斯林農民，有愚民的意思。
地區的民事及司法由一個叫卡札的市政系統履行，卡札由卡迪（Qadi）管理。卡札又可細分為納希亞（Nahiya）。卡迪也是阿訇，代表他們得到蘇丹的授權。這被認為可制衡軍事力量，因為貝伊不可獨斷執行刑罰，除非得到卡迪的宣判，而卡迪亦被禁止自行處罰。在沙里亞及卡龍（Kanun）法規上，卡迪直接向蘇丹負責。

#### 米利特
在社區管治上，奧斯曼帝國運行米利特制，由各長老組成米利特。自坦志麥特時期後，米利特選出各自的議院，是牧首及長老之間的一級。
在奧斯曼帝國統治時期，主要的宗教派系可建立自治社區，稱為米利特，每個米利特可保留其宗教法規、傳統及語言，受到蘇丹的保障。米利特以宗教領袖為首，同時是非宗教及宗教領袖，對延續奧斯曼帝國的統治有重大的關係。

#### 長老
每個米利特的鄉鎮都可保留它們的結構，意味著嫏鄉鎮有一定程度的自治，如希臘的城鎮由宗教長老組成的議會掌管。這些議會須代表他們的人民。

## 附屬國
奧斯曼帝國有許多不同大小的附屬國。附屬國須向蘇丹納稅，並在戰爭時遣軍支援。許多附屬國在後來成為奧斯曼帝國的省分。唯一一個沒有成為省分的是克里米亞汗國，位於黑海北面的克里米亞附近，後來被俄國吞併。
隨著帝國軍事力量的衰弱，帝國會失去對附屬國的控制。這發生在北非，突尼斯及阿爾及利亞處於「攝政統治」的狀態，埃及更在穆罕默德·阿里的領導下違逆帝國。這些附屬國後來成為英國及法國的殖民地。